# Sclerodontium strictum
Sclerodontium strictum là một loài rêu trong họ Dicranaceae. Loài này được Harv. mô tả khoa học đầu tiên năm 1837.